# Rollator

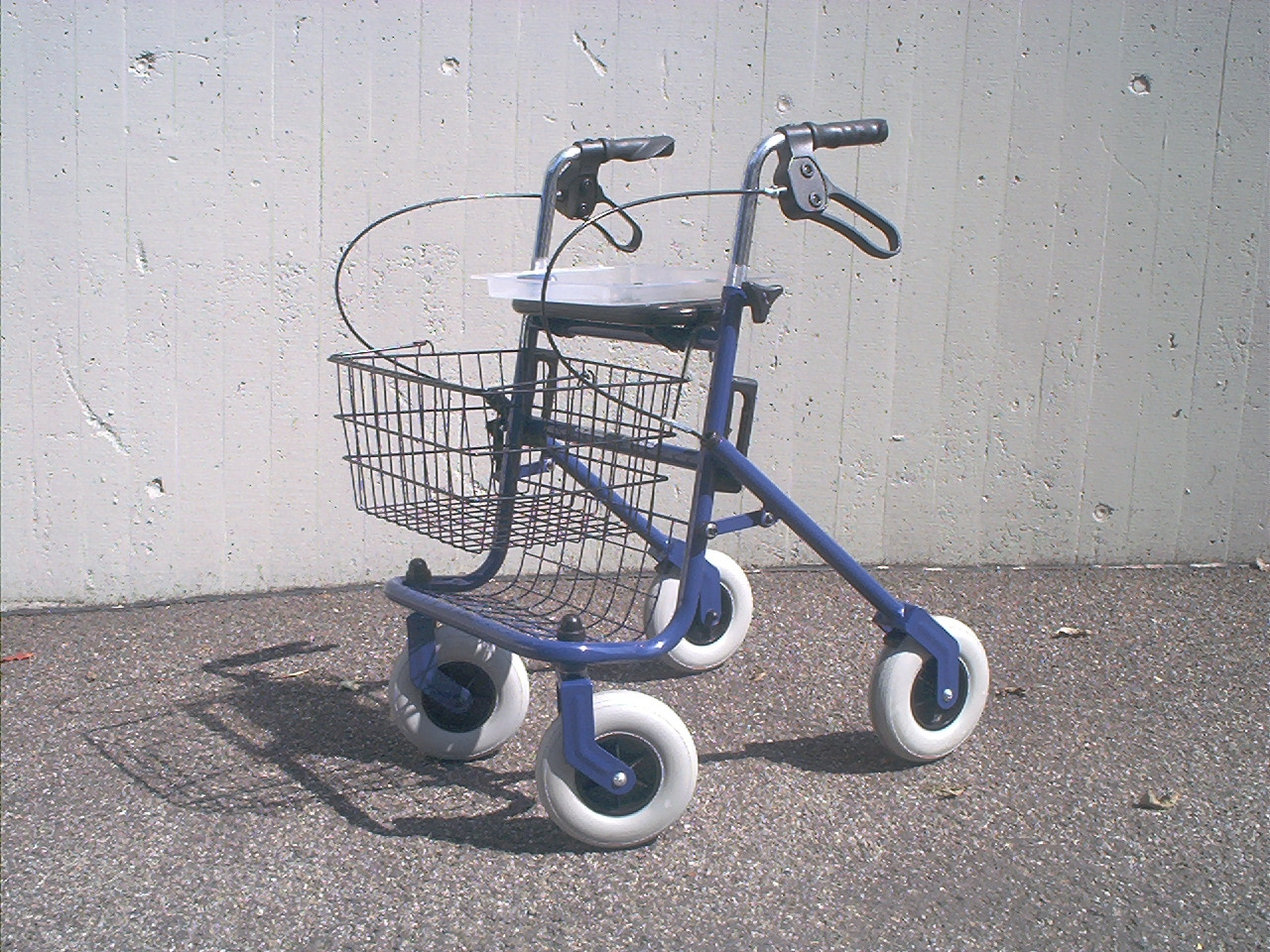
Standard-Rollator von 2005

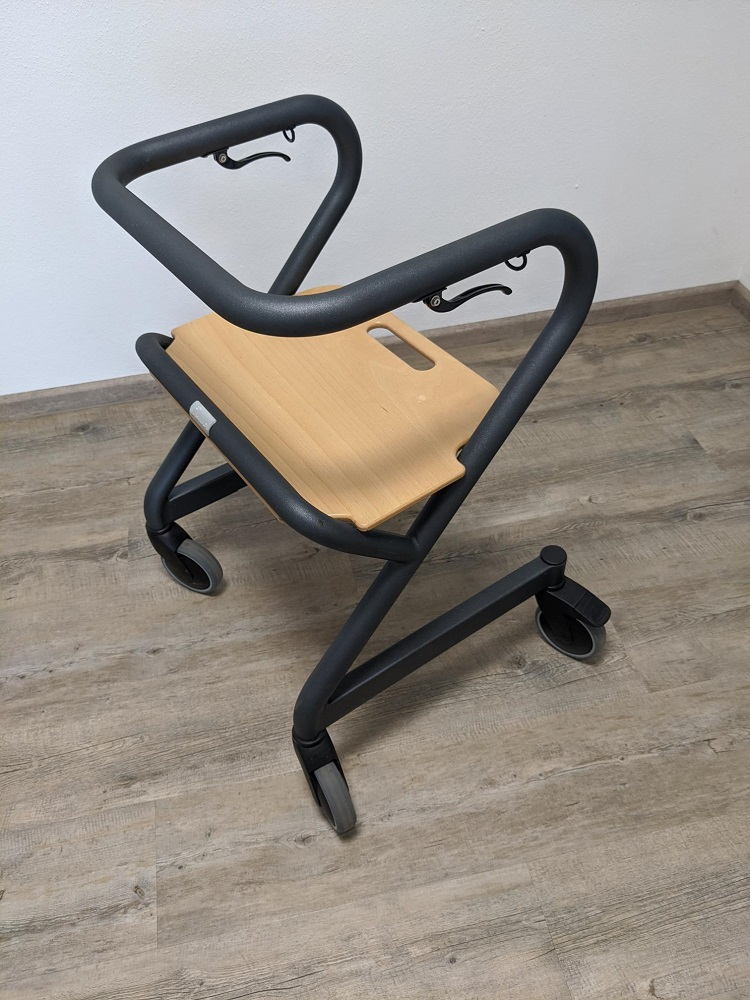
Wohnraum-Rollator mit Sitzbrett aus Holz zum Trippeln im Wohnbereich

Ein Rollator oder Gehwagen ist eine fahrbare Gehhilfe, die aus einem mit Rädern versehenen Stützgestänge besteht.

## Funktion und Aufbau
Der Rollator dient gehbehinderten, körperlich schwachen oder unsicheren Personen als Stütze und Gehhilfe. Teilweise besteht nur eine Indikation für den vorübergehenden Einsatz während einer begrenzten Zeit, etwa nach einem Beinbruch oder vor und nach einer Hüftgelenksoperation.

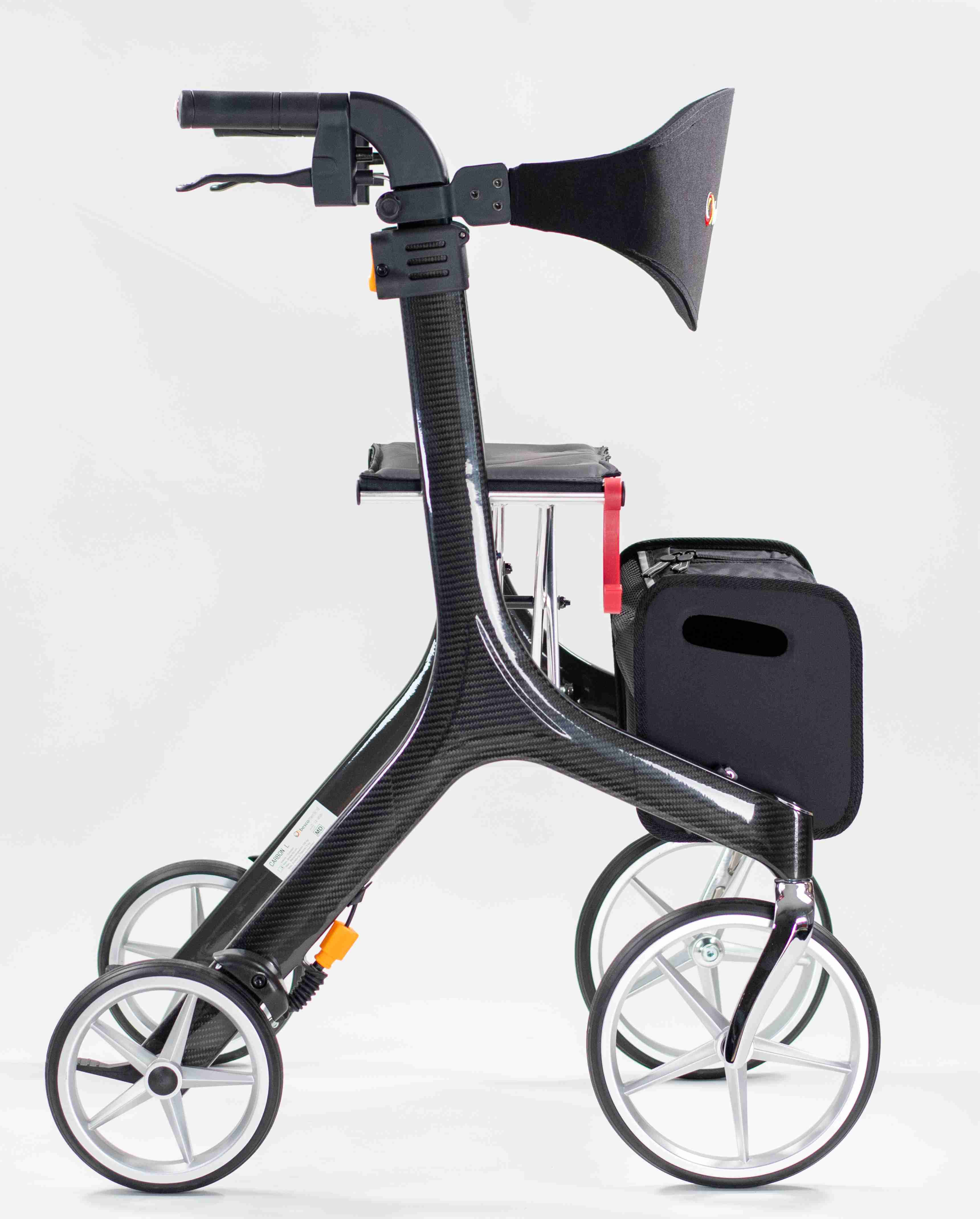
Bei Leichtgewichtrollatoren kommt häufig der Werkstoff Carbon zum Einsatz

Rollatoren für den Außeneinsatz bestehen meist aus einem Aluminium- oder Carbonrahmen mit vier Rädern am unteren und zwei Handgriffen am oberen Ende des Rahmens. Die Vorderräder sind in der Regel lenkbar und die Handgriffe höhenverstellbar. In frühen Versionen bilden die Bodenberührungspunkte der Räder ein Rechteck, in neueren Modellen ein Trapez, was die Standsicherheit verbessert. Um die Sicherheit beim Sitzen, Stehen und Aufstützen weiter zu erhöhen, verfügen Rollatoren zudem über einhändig feststellbare Bremsen. In Leichtbauweise gefertigte Rollatoren wiegen etwa 5 bis 10 kg und sind auf eine Höchstbelastung von ca. 130 kg ausgelegt.
Meist sind die Geräte mit Zusätzen ausgestattet, z. B. mit Sitzflächen, Rückenlehnen, Tabletts und Getränkehaltern, mit Transportkörben oder -taschen sowie mit Halterungen für Regenschirme oder Gehstöcke. Die meisten Rollatoren lassen sich für den Transport im Auto oder in öffentlichen Verkehrsmitteln zusammenfalten. Neuere Modelle werden in Fahrtrichtung gefaltet und können auch in diesem Zustand frei stehen.

## Vor- und Nachteile
Ein Vorteil von Rollatoren ist, dass ihre Nutzer sie – anders als Gehstöcke, Unterarmgehstützen oder Gehgestelle ohne Räder – nicht vom Boden abheben müssen. Sie verleihen bei korrekter Verwendung mehr Stabilität beim Gehen und Stehen und beugen so der Sturzgefahr und entsprechenden Verletzungen vor.
Nachteilig ist, dass Rollatoren nicht zum Treppensteigen geeignet sind.
Bei falscher Benutzung eines Rollators besteht eine akute Sturzgefahr. Ein Sturz mit dem Rollator kann besonders heftig ausfallen, weil der Rollator das Abfangen verhindert.
Ein weiteres Risiko liegt darin, dass der Patient durch die Nutzung des Rollators das normale Laufen „verlernen“ kann und eine Entwöhnung schwierig wird. Daher bleiben Betroffene häufig auf den Rollator angewiesen, obwohl dazu aus körperlichen Gründen kein Anlass mehr besteht.

## Varianten

### Sonderformen
Dem Rollator sehr ähnlich sind sogenannte Deltaräder, Delta-Gehräder oder Dreirad-Gehräder. Mit nur einem Vorderrad und zwei Hinterrädern bilden ihre Aufstandspunkte ein Dreieck. Dadurch sind sie beweglicher, aber auch instabiler als vierrädrige Rollatoren.
Für Menschen mit besonderen Krankheitsbildern sind Spezialrollatoren entwickelt worden. So gibt es beispielsweise Rollatoren für Patienten mit multipler Sklerose, die sich mit wenigen Handgriffen in einen Rollstuhl verwandeln lassen. Rheumakranke wiederum, die schlecht greifen können, erhalten Rollatoren mit Unterarmstützen. Anstelle der Handgriffe verfügen sie zudem über umlaufende Bügel, auf die sich die Nutzer stützen und mit denen sie zugleich bremsen können.

### Rollatoren für den Wohnbereich
Wohnraumrollatoren (auch Indoor-Rollatoren) sind robuste Rollatoren, die das Trippeln, also das Fortbewegen mit den Füßen im Sitzen, ermöglichen. Sie sind meist aus Stahl oder Holz gefertigt. Außerdem sind meistens alle vier Rollen drehbar, um einen geringen Wendekreis zu ermöglichen. Wohnraumrollatoren dienen vor allem zur Sturzprophylaxe im Innenraum. Mit diversem Zubehör können diese Rollatoren erweitert werden, etwa um ein Tablett oder Schränkchen.

### Orthopädische Roller

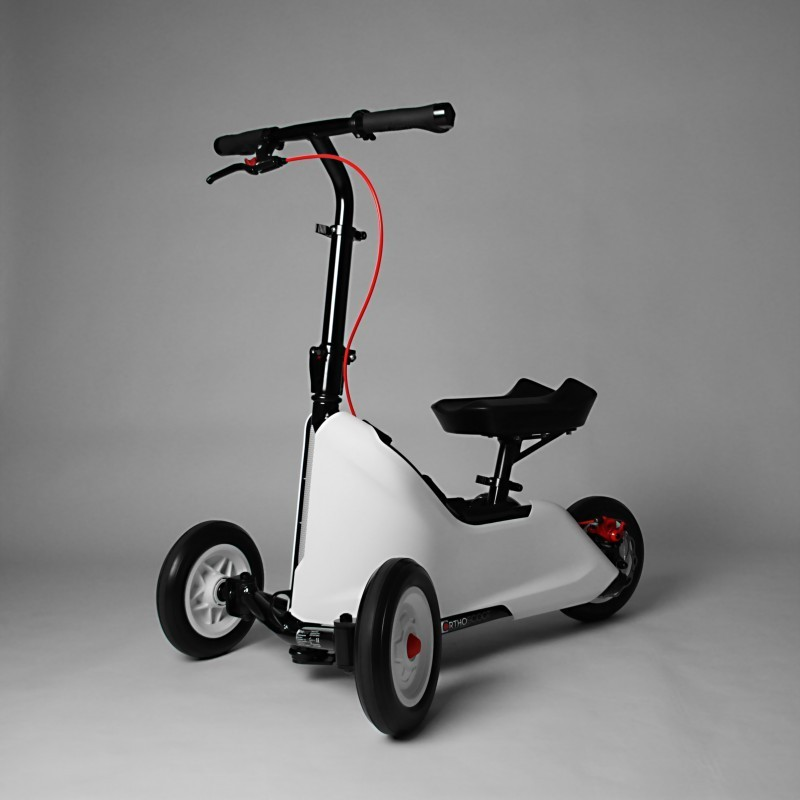
Orthopädischer Roller zur Fußentlastung

Als weitere Sonderform gibt es den orthopädischen Roller zur Fußentlastung. Er ist seit Mitte der 1980er Jahre vorwiegend in den angelsächsischen Ländern im Gebrauch, wo er als orthopaedic scooter, knee walker oder leg trolley bezeichnet wird. Die je nach Hersteller drei- oder vierrädrige Gehhilfe ist für Patienten gedacht, die einen Fuß verletzungsbedingt oder nach einer Operation zeitweilig nicht belasten dürfen. Der Roller verfügt über ein Lenkgestänge und eine höhenverstellbare, ergonomisch geformte Knieschale, in die sich der Nutzer mit einem Bein hineinkniet. Das gesunde Bein nutzt er, um sich ähnlich wie mit einem normalen Tretroller fortzubewegen. Gegenüber einem Rollstuhlfahrer bleibt er beweglicher, vermeidet den Muskelabbau im gesunden Bein, schont aber zugleich den verletzten Fuß. Die Vorteile des orthopädischen Rollers gegenüber Gehstützen bestehen darin, dass sein Gebrauch weniger anstrengend ist, dass seine Nutzer die Hände frei haben und dass sie eine höhere Standstabilität genießen. Er ermöglicht eine verbesserte Mobilität und Belastungsfreiheit des betroffenen Beines. Patienten, die einen orthopädischen Roller verwenden, weisen eine signifikant höhere Zufriedenheit und Lebensqualität auf. Nachteilig ist, dass sich die Roller ebenso wenig wie andere Rollatoren oder Rollstühle zum Treppensteigen eignen. Neuere Modelle sind daher mit Halterungen für Gehstützen ausgestattet, damit der Patient bei Bedarf auf sie zurückgreifen kann. Zudem verfügen diese Modelle über stoßabsorbierende Räder, so dass man sie sowohl in Innenräumen als auch im Freien nutzen kann.

### Rollatoren für Tiere
Auch für Tiere gibt es Rollatoren, etwa ein Rollgestell für Hunde, die an Dackellähme leiden. Diese Gestelle bestehen aus zwei Rädern, die über einen Bügel miteinander verbunden sind. An dem Bügel ist eine Aufhängung befestigt, in welche Rumpf und Hinterbeine des Tiers gelagert werden. Mit den Vorderbeinen erreicht der Hund den Boden und kann sich so selbständig laufend fortbewegen. Tier-Rollatoren sind in der Regel Einzelanfertigungen.

## Geschichte und Verbreitung

### Vorläufer

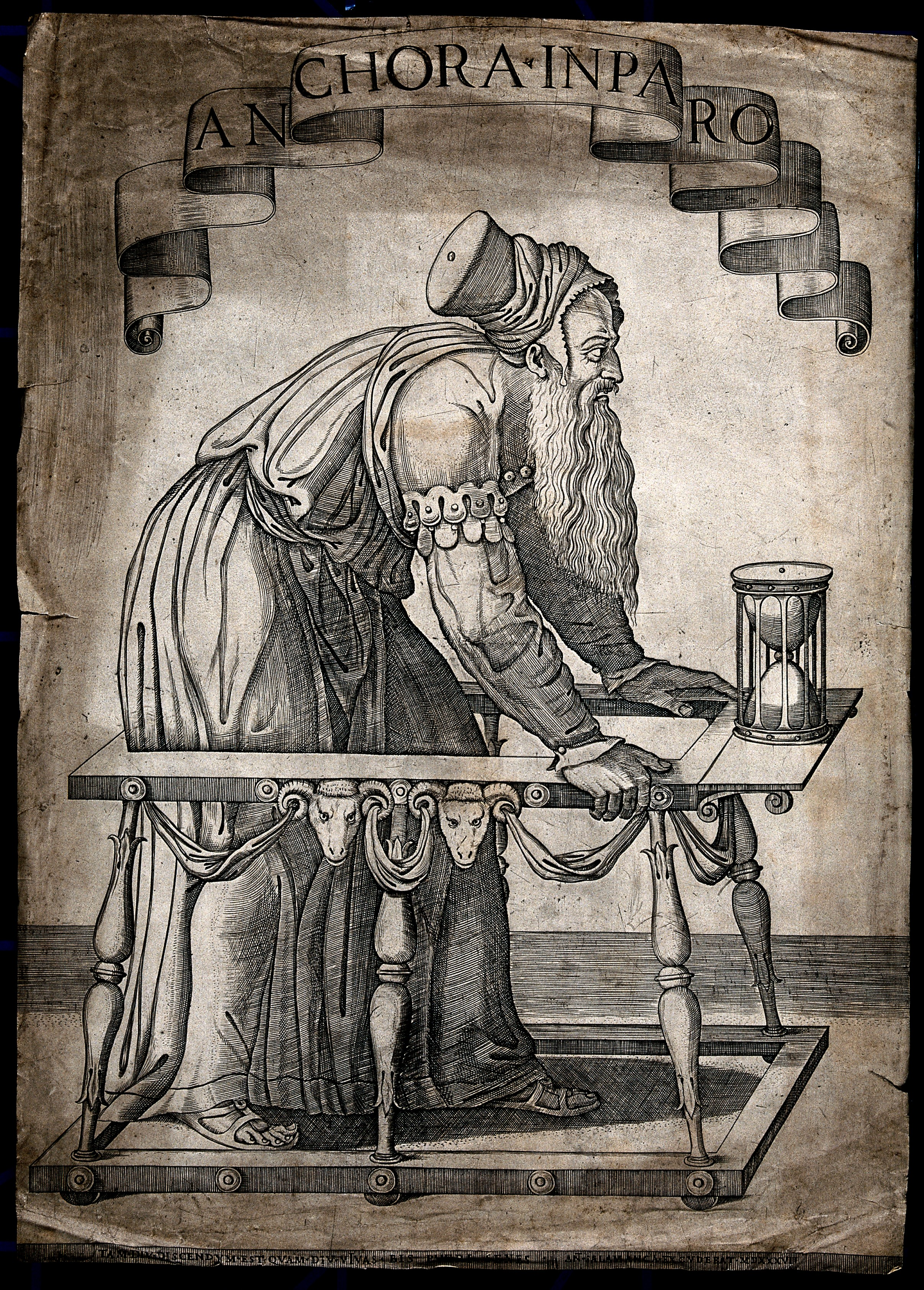
Alter Mann mit rollbarer Gehhilfe im 17. Jahrhundert

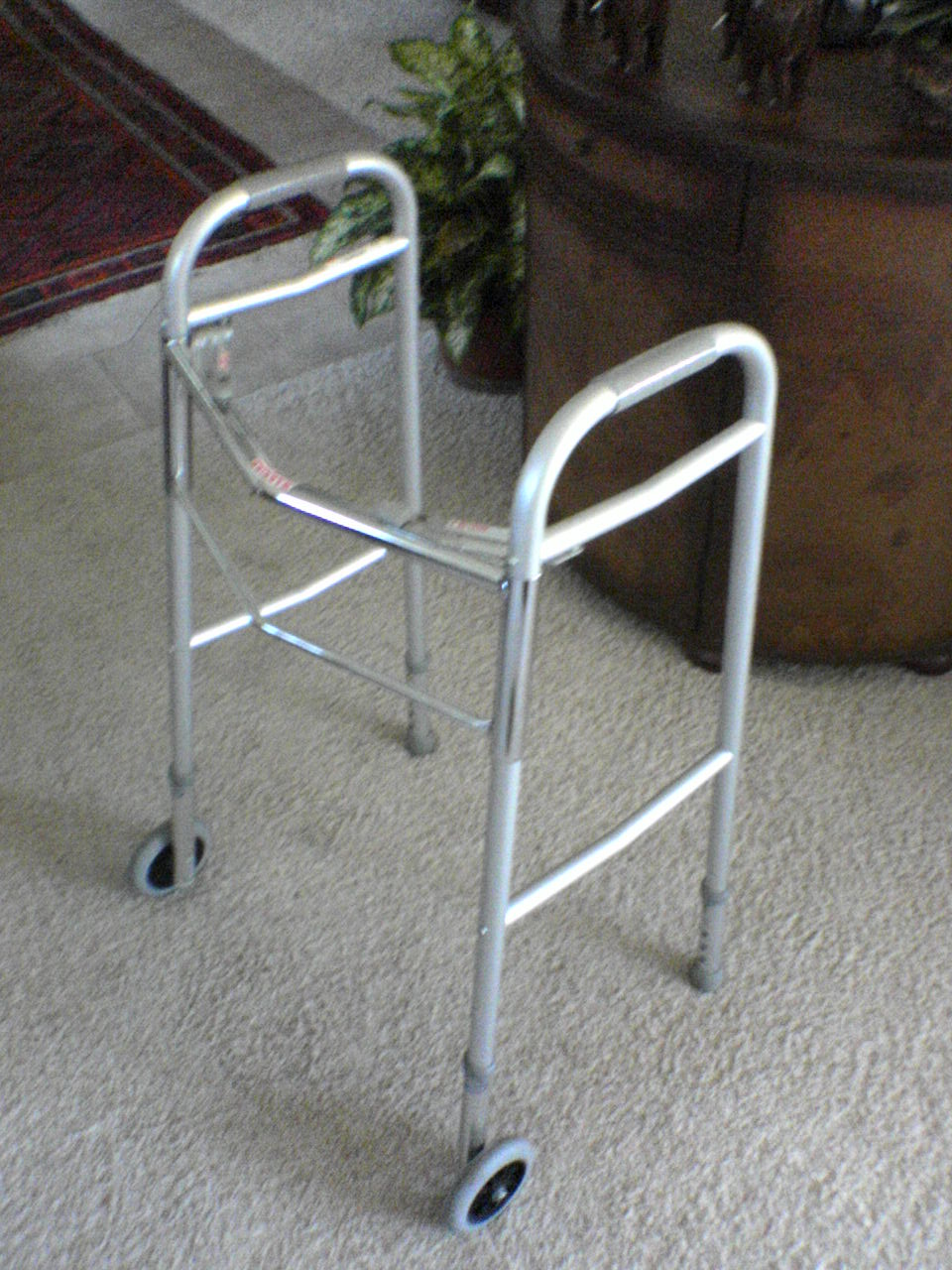
Gehgestell

Als Vorläufer der heutigen Rollatoren können Lauflernhilfen für Kinder gelten, die seit dem 15. Jahrhundert bekannt sind. Auch sie bestanden bereits aus Gestellen, die mit Rollen versehen waren und die Kinder meist unter den Armen abstützten. Während des Ersten Weltkriegs kam es aufgrund der hohen Zahl von Versehrten zur Neuentwicklung zahlreicher medizinischer Hilfsmittel. So wurde in der von Heinrich Bechhold herausgegebenen Zeitschrift Die Umschau 1916 erstmals ein „lenkbares ‚Gehrad‘“ für Erwachsene beschrieben und abgebildet. Es verfügte über drei Räder, einen Lenker mit Handgriffen und wie die frühen Lernlaufhilfen über zwei Unterarmstützen.
Der unmittelbare Vorläufer des heutigen Rollators ist das vierbeinige Gehgestell, auch Gehbock genannt, das der Brite William Cribbes Robb 1949 zum Patent anmeldete. Das einfache Gestänge verfügte zunächst über keinerlei Räder. Bei späteren Modellen wurden zwei Stützen mit Rollen versehen. Diese Gehhilfen verleihen ihren Nutzern mehr Standfestigkeit als z. B. Gehstöcke, müssen aber anders als Rollatoren vor jedem Schritt angehoben und wieder abgesetzt werden. Da dies viele Patienten auf Dauer anstrengt, eignen sie sich kaum für längere Strecken und werden meist nur in Innenräumen verwendet. In den USA wurde 1957 eine ähnliche Gehhilfe patentiert, die erstmals über vier Rollen verfügte. Sie setzte sich auf dem Markt jedoch nicht durch.
Der orthopädische Roller, der 1986 von dem Briten Michael Reid erfunden wurde, geht im Prinzip auf Unterknie-Prothesen – ohne Rollen oder Räder – zurück, die seit dem Mittelalter, möglicherweise schon seit der Antike im Gebrauch sind. Der Roller wurde 1993 in die medizinhistorische Sammlung des Londoner Science Museums aufgenommen.

### Heutige Rollatoren

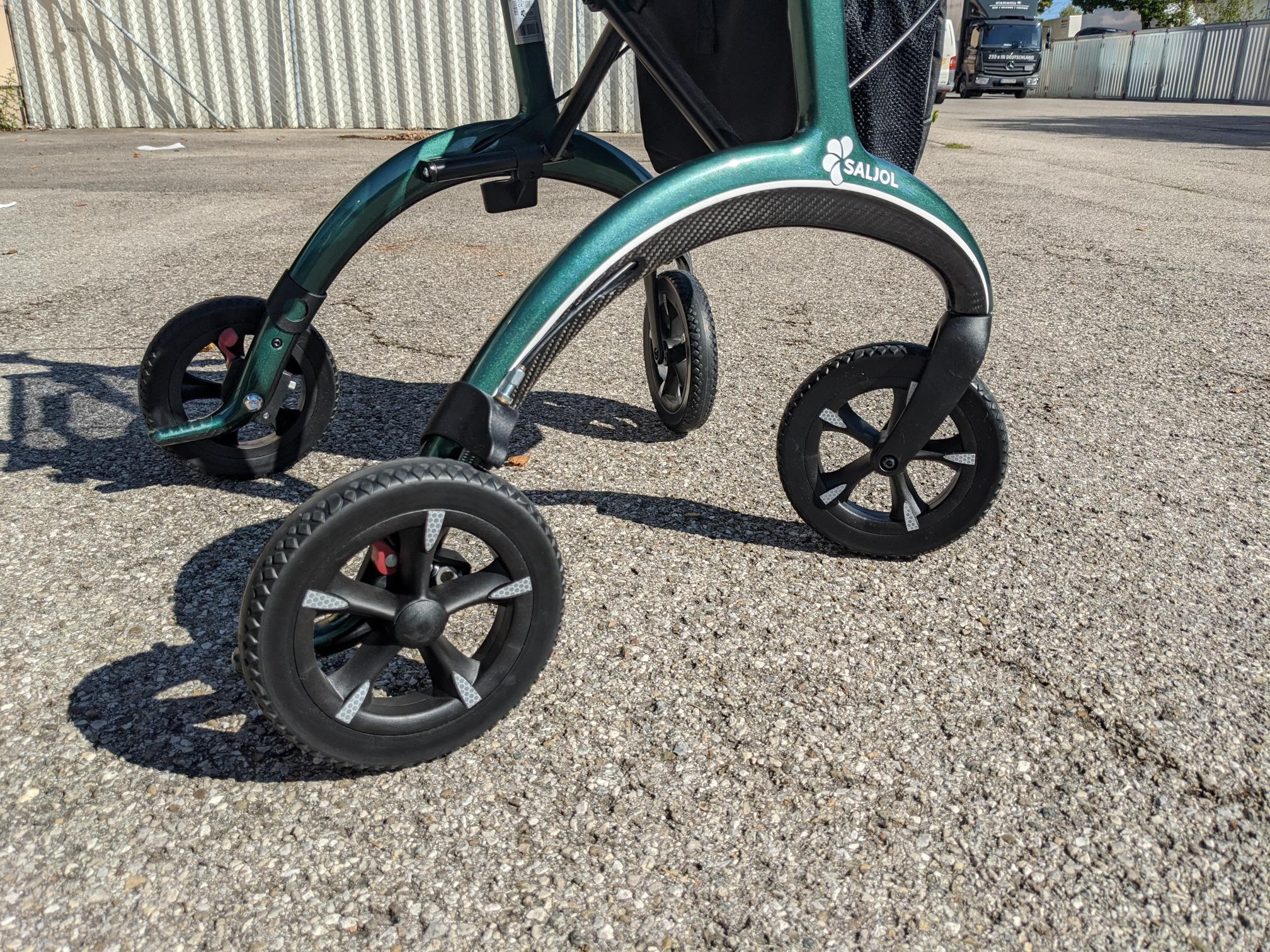
Reflektoren am Rollator für mehr Sichtbarkeit

Den Rollator in seiner modernen Form erfand 1978 die Schwedin Aina Wifalk, die aufgrund einer Kinderlähmung selbst gehbehindert war. Dem Gehbock mit vier Rollen fügte sie Handbremsen und eine Sitzfläche zum Ausruhen hinzu. Dank seines robusten Gestänges und seiner größeren Räder, von denen die vorderen lenkbar waren, eignete sich das Gerät auch für die Verwendung im Freien und erhöhte damit die Mobilität der Nutzer. Über den schwedischen Entwicklungsfonds fand Aina Wifalk Kontakt zu einem Unternehmen, das einen Prototyp anfertigte. Der Produktname Rollator setzte sich mit der Zeit in zahlreichen Sprachen als Gattungsbegriff durch.
Seit den 1990er-Jahren sind Rollatoren auch in Deutschland, Österreich und der Schweiz verbreitet und können ärztlich verordnet werden. Die Absatzzahlen von Rollatoren haben sich seit der Einführung vervielfacht. In Deutschland etwa wurden 2012 über 425.000 Stück verkauft und 2016 benutzten einer Schätzung zufolge bis zu drei Millionen Menschen regelmäßig einen Rollator. Neben Sanitätshäusern und Internethändlern bieten inzwischen auch große Supermärkte und mitunter Discounter Rollatoren als Aktionsware an.
Neben den Standard-Rollatoren werden sogenannte Premium-Rollatoren immer beliebter. Premium-Rollatoren werden neben Aluminium auch aus Carbon oder Bambus gefertigt und bieten neben einem geringen Gewicht auch Eigenschaften zu mehr Sicherheit: Reflektoren für bessere Sichtbarkeit bei Dunkelheit oder Schleifbremsen für ein sicheres Bergabgehen.

## Gesetzliche Einordnung und Normen
In Deutschland sind Rollatoren anerkannte Hilfsmittel der gesetzlichen Krankenversicherung. Das Hilfsmittelverzeichnis der GKV listet sie unter der Produktgruppe 10.50.04.1 als „Vierrädrige Gehhilfen (Rollatoren)“ auf. Die Kosten für einen aus medizinischen Gründen notwendigen Rollator werden von den Krankenkassen übernommen, allerdings nur bis zur Höhe des Regelsatzes – von zur Zeit 60 € – und nur bei Anschaffung/Ausleihe in bestimmten Geschäften und nach Rezept.
Nach einer Entscheidung des Amtsgerichts Recklinghausen aus 2014 muss ein Vermieter es dulden, dass ein gehbehinderter Mieter seinen zusammengeklappten Rollator neben der Hauseingangstür abstellt, wenn dadurch niemand beeinträchtigt oder behindert wird.
Innerhalb der EU müssen Rollatoren die Europäische Norm EN ISO 11199 Teil 2 vom August 2005 erfüllen.

## Rollator als Alterssymbol
In der allgemeinen Wahrnehmung steht der Rollator heute, wie früher z. B. die Brille oder der Gehstock, für das Altsein an sich. Auch in der modernen Popkultur, etwa im Film oder in der Musik, ist er zum ikonischen Bild des Alterns geworden.
So nennt sich eine britische Seniorenrockband, die in ihren Songs die Probleme des Altwerdens und der Immobilität thematisiert, The Zimmers. Der Name geht auf die Markenbezeichnung zimmer frame (kurz zimmer) des Herstellers Zimmer Biomet Holdings zurück, der im britischen Englisch als Gattungsname für Rollatoren verbreitet ist. Ganz ähnlich nennt sich die älteste Rockband Hessens Die Rollators.